# دوبراتچ-کولونگا
دوبراتچ-کولونگا (به لهستانی:  Dobratycze-Kolonia) یک روستا در لهستان است که در گمینا ترسپول واقع شده‌است.